# Limacellopsis
Limacellopsis is een geslacht van schimmels behorend tot de familie Amanitaceae.

## Soorten
Volgens Index Fungorum telt het geslacht twee soorten (peildatum oktober 2020):
| Soortnaam              | Auteur(s)                              | Publicatiejaar |
| ---------------------- | -------------------------------------- | -------------- |
| Limacellopsis asiatica | Zhu L. Yang, Q. Cai & Y.Y. Cui         | 2018           |
| Limacellopsis guttata  | (Pers.) Zhu L. Yang, Q. Cai & Y.Y. Cui | 2018           |